# Axiocteta obliqua
Axiocteta obliqua är en fjärilsart som beskrevs av George Thomas Bethune-Baker 1906. Axiocteta obliqua ingår i släktet Axiocteta och familjen nattflyn. Inga underarter finns listade i Catalogue of Life.